# Langues uto-aztèques du Nord
Les langues uto-aztèques du Nord sont une des deux branches des langues uto-aztèques. Elles sont parlées dans l'Ouest américain.

## Répartition géographique
Les langues uto-aztèques du Nord sont essentiellement parlées dans le Grand Bassin du Sud des montagnes Rocheuses, jusqu'en Oregon ainsi que dans le Sud de la Californie.

## Classification
Les langues uto-aztèques du Nord sont un des deux groupes de l'uto-aztèque. Elles sont réparties en quatre sous-groupes.

## Liste des langues
- Langues numiques
  - langues numiques centrales 
    - comanche
    - timbisha
    - shoshone

  - langues numiques méridionales 
    - kawaiisu
    - paiute du Sud, ute, chemehuevi

  - langues numiques occidentales 
    - mono
    - paiute du Nord
- Langues takiques
  - Langues serran-gabrielino
    - kitanemuk
    - Serrano
    - Gabrielino-fernandeño
    - Nicoleño
    - Tataviam

  - Langues cupanes
    - Cahuilla
    - Cupeño
    - Luiseño
    - Juaneño
- Tubatulabal
- Hopi